# Кубок Кремля 1996
Кубок Кремля 1996 — тенісний турнір, що проходив на закритих кортах з килимовим покриттям спорткомплексу Олімпійський у Москві (Росія). Належав до серії World в рамках Туру ATP 1996, а також серії Tier III в рамках Туру WTA 1996. Чоловічий турнір тривав з 4 до 10 листопада 1996 року, а жіночий - з 27 жовтня до 3 листопада 1996 року. Горан Іванишевич і Кончіта Мартінес здобули титул в одиночному розряді.

## Фінальна частина

### Одиночний розряд, чоловіки
Горан Іванишевич —  Євген Кафельников 3–6, 6–1, 6–3
- Для Іванішевича це був 5-й титул за сезон і 17-й - за кар'єру.

### Одиночний розряд, жінки
Кончіта Мартінес —  Барбара Паулюс 6–1, 4–6, 6–4
- Для Мартінес це був 2-й титул за сезон і 28-й — за кар'єру.

### Парний розряд, чоловіки
Рік Ліч /  Ольховський Андрій Станіславович —  Їржі Новак /  Давід Рікл 4–6, 6–1, 6–2
- Для Ліча це був 4-й титул за сезон і 35-й - за кар'єру. Для Ольховського це був 4-й титул за сезон і 16-й - за кар'єру.

### Парний розряд, жінки
Наталія Медведєва /  Лариса Нейланд —  Сільвія Фаріна /  Барбара Шетт 7–6, 4–6, 6–1
- Для Медведєвої це був 2-й титул за сезон і 12-й — за кар'єру. Для Нейланд це був 5-й титул за сезон і 58-й — за кар'єру.